# Liste der Baudenkmale in Kriesow
In der Liste der Baudenkmale in Kriesow sind alle denkmalgeschützten Bauten der Gemeinde Kriesow (Mecklenburg-Vorpommern) und ihrer Ortsteile aufgelistet. Grundlage ist die Veröffentlichung der Denkmalliste des Landkreises Mecklenburgische Seenplatte (Auszug) vom 20. Januar 2017.

## Baudenkmale nach Ortsteilen

### Borgfeld
| ID  | Lage          | Bezeichnung    | Beschreibung | Bild           |
| --- | ------------- | -------------- | ------------ | -------------- |
| 169 | Feldstraße 20 | Friedhof mit   |              |                |
| 169 |               | Feldsteinmauer |              |                |
| 170 | (Karte)       | Kirche         |              | Weitere Bilder |

### Fahrenholz
| ID  | Lage        | Bezeichnung  | Beschreibung | Bild |
| --- | ----------- | ------------ | ------------ | ---- |
| 359 | Steinstraße | Gutsspeicher |              |      |

## Quelle
- Karte der Baudenkmale im Geoportal des Landkreises